# Francisco de Herrera Campuzano
Francisco de Herrera  Campuzano (Hita, provincia de Guadalajara, c. 1563–Ciudad de México, 27 de diciembre de 1630) (activo en el siglo XVII) fue gobernador de El Real de Manzanares y posteriormente teniente corregidor de Madrid. También se desempeñó como visitador y real oidor de la provincia de Antioquia y su capital Santa Fe de Antioquia y de la Real Audiencia de México, donde falleció.

## Fundador de localidad
El licenciado Francisco de Herrera Campuzano fundó San Lorenzo de Aburrá, hoy El Poblado, el 2 de marzo de 1616. En 1646 San Lorenzo fue trasladado al lugar que ocupa hoy Medellín (Colombia).

## Protector y defensor de indígenas
Siguiendo las Leyes de Indias de su época, protegió a los indígenas y los defendió de los encomenderos acusándolos de malos tratos, azotes y agravios. 
Se le menciona como parte del grupo de oidores que llegaron a la fundación del Nuevo Reino de Granada:

"...Después vino por oidor de la Real Audiencia el licenciado don Francisco de Herrera Campuzano, que con la visita de Zaragoza y otras diligencias y herencias, después de residenciado fue a España rico, de donde salió proveído por oidor de la Real Audiencia de México, donde murió..."

## Matrimonios y descendencia
Contrajo primer matrimonio con Antonia de Chaves, procreando con ella a Francisca María de Herrera quien se casó con Nicolás Ossorio Nieto de Paz, de Santafé de Bogotá. Herrera contrajo segundo matrimonio en Madrid, entre 1625 y 1627, pero “no se llevó bien con la muger, ni della tuvo hijos”. Tuvo un hijo extramatrimonial llamado Antonio de Herrera Campuzano.
Hoy en día, los últimos descendientes de Francisco de Herrera Campuzano han emigrado a los Estados Unidos. El único descendiente vivo encontrado en los registros públicos se conoce como Santiago Campuzano aunque ha habido controversia dentro de la familia sobre quién es el descendiente más puro en realidad.